# DEAR GIRLS
『DEAR GIRLS』（ディア・ガールズ）は、FLiPの3枚目のミニ・アルバムである。

## 内容
「ライラ」を除く全曲の共同作詞を担当したいしわたり淳治プロデュースの記念すべきメジャー・デビュー作品。

## 収録曲
1. Hey Hey Hey Hey
作詞：いしわたり淳治・渡名喜幸子　作曲：FLiP
2. ライラ
作詞・作曲：渡名喜幸子
3. Deedandi Gan Diesta
作詞：いしわたり淳治・渡名喜幸子　作曲：FLiP
4. かごめかごめ
作詞：いしわたり淳治・渡名喜幸子　作曲：渡名喜幸子
5. NOW GET A STRAWBERRY
作詞：いしわたり淳治・渡名喜幸子　作曲：FLiP
6. VANZAI VANZAI
作詞：いしわたり淳治・渡名喜幸子　作曲：FLiP